# Амфисбеновые
Амфисбеновые (лат. Amphisbaenidae) — семейство пресмыкающихся группы амфисбен. Насчитывают более 120 видов в 17 родах.
Они встречаются в Северной и Южной Америке, на некоторых островах Карибского бассейна, а также в странах Африки южнее Сахары. Представители примитивного и несколько аномального рода Blanus обитают в Южной Европе, Северной Африке и на Ближнем Востоке, некоторыми исследователями выделяются в собственное семейство Blanidae.

## Роды
Включает 13 родов:
- Амфисбены (Amphisbaena Linnaeus, 1758)
- Восточноафриканские амфисбены (Ancylocranium Scortecci, 1930)
- Байкии (Baikia Gray, 1865)
- Бронии (Bronia Wiegmann, 1828)
- Южноафриканские амфисбены (Chirindia Boulenger, 1907)
- Западноафриканские амфисбены (Cynisca Duméril & Bibron, 1839)
- Далофии (Dalophia Gray, 1865)
- Геокаламусы (Geocalamus Günther, 1880)
- Лепостерноны (Leposternon Hemprich, 1820)
- Амфисбены Ловериджа (Loveridgea Tornier, 1899)
- Мезобены (Mesobaena Mertens, 1925)
- Монопельтисы (Monopeltis Smith, 1848)
- Зигасписы (Zygaspis Peters, 1854)